# 阿莫西林
阿莫西林（INN:amoxicillin）是一種抗生素藥物，屬於青黴素家族的氨基青黴素類，用於治療細菌感染，如中耳炎、鏈球菌性咽炎、肺炎、皮膚感染、牙源性感染和泌尿道感染。此藥物通常透過口服方式給藥，較少的情況下有使用靜脈注射或是靜脈點滴的方式給藥。
使用後常見的不良反應有噁心和皮疹。它還可能會增加念珠菌症感染的風險，與克拉維酸（一種β-內醯胺酶抑制劑）合併使用時，可能會升高腹瀉的風險。對青黴素過敏的個體不宜使用。有腎臟問題的患者雖可使用，但可能需要減少劑量。在懷孕期間的個體使用似乎對於胎兒無害處，採母乳哺育的個體使用時似乎對於嬰兒無害處。阿莫西林是種β-內醯胺抗生素類藥物。
阿莫西林於1958年被發現，並於1972年於英國進入醫療用途。此藥物於1974年在美國被批准用於醫療用途。它已被列入世界衛生組織基本藥物標準清單之中。此藥物是兒童最常使用的抗生素之一。市面上有通用名藥物販售。它於2021年是美國最常使用處方藥中排名第38，開立的處方箋數量超過1,600萬張。

## 醫療用途

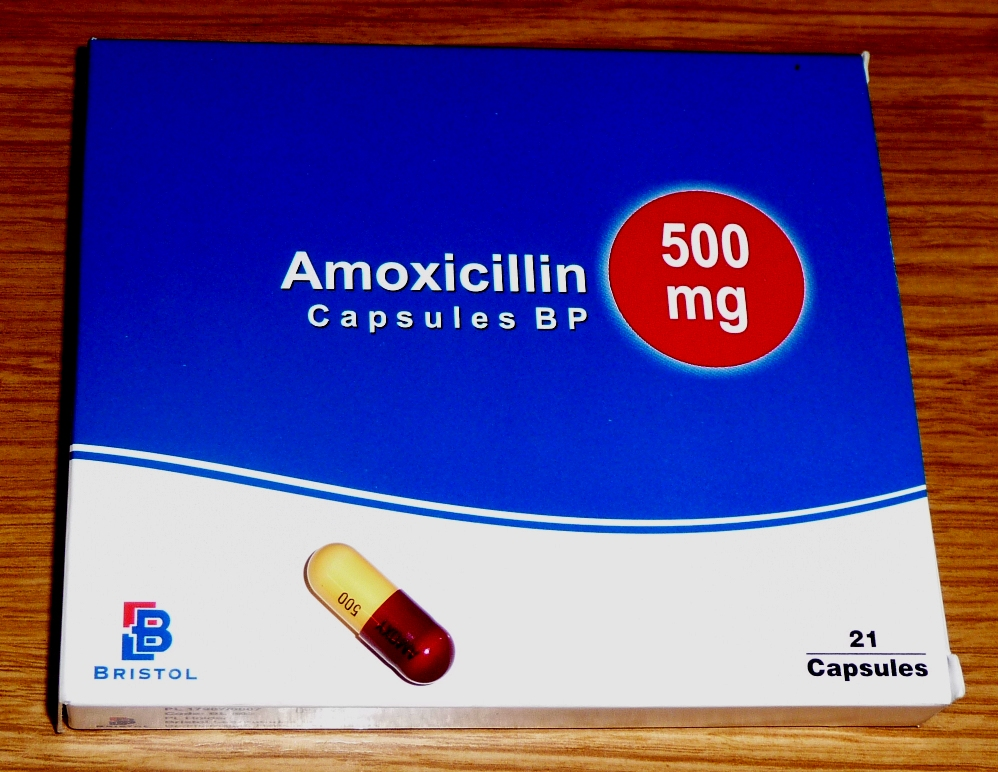
必治妥施貴寶出品的盒裝阿莫西林膠囊，每枚的劑量為500毫克。

阿莫西林用於治療多種細菌感染，包括急性中耳炎、鏈球菌性咽炎、肺炎、皮膚感染、泌尿道感染、沙門氏菌屬感染、萊姆病和披衣菌感染。
- 急性中耳炎。患有急性中耳炎，年紀在六個月以下的兒童通常使用阿莫西林或其他抗生素治療。現有證據顯示每日給藥兩次或每日給藥一次的效果相似。[19]
- 呼吸道感染。大多數鼻竇炎感染是由病毒引起，阿莫西林和阿莫西林克拉維酸鉀（阿莫西林/克拉維酸組成的複方劑）對此無效，[20]使用阿莫西林獲得的微小益處可能會被不良反應抵消。[21]世界衛生組織（WHO）推薦阿莫西林作為非"嚴重"肺炎的一線治療藥物。[22]阿莫西林可用於吸入炭疽桿菌的暴露後治療，以预防疾病進展。[18]
- 幽門螺旋桿菌。阿莫西林可加入多藥療法，作為治療胃部感染幽門螺旋桿菌之用。通常與氫離子幫浦抑制劑（如奧美拉唑）和巨環內酯（如克拉黴素）合併使用，與其他藥物組合也有效果。[23]
- 萊姆病。阿莫西林對治療早期皮膚萊姆病有效，口服阿莫西林的有效性和安全性與常用的替代抗生素相似。[24]
- 牙源性感染。阿莫西林可用於治療牙源性感染及舌頭、嘴唇和其他口腔組織的感染。通常於拔牙後會建議使用，特別是對那些有免疫缺陷的個體。[25]
- 皮膚感染。阿莫西林偶爾用於治療皮膚感染，[18]例如痤瘡。[26]如患者對其他抗生素（例如去氧羥四環素和米諾環素）反應不佳的痤瘡病例，使用阿莫西林通常有效。[27]
- 在資源有限環境下的嬰兒感染。WHO推薦阿莫西林用於資源有限、父母無力或不願意讓有肺炎徵兆和症狀的嬰兒住院的情況下用於治療。當有其他嚴重感染跡象的嬰兒無法住院時，建議使用阿莫西林與慶大霉素合併進行治療。[28]
- 作為預防感染性心內膜炎、高風險牙科手術後患者的鎮痛藥、無脾臟者的肺炎鏈球菌和其他莢膜細菌感染的預防，以及炭疽病的預防和治療。[8]英國相關單位建議不用其於感染性心內膜炎預防性治療。[29]然而這些建議似乎並没改變感染性心内膜炎的感染率。[30]
- 組合治療，阿莫西林很容易被分泌β-內醯胺酶的細菌降解，這些細菌對大多數β-內醯胺抗生素（例如青黴素）具抗藥性。因此可將阿莫西林與β-內醯胺酶抑制劑（克拉維酸）聯合使用。這種藥物組合即為阿莫西林克拉維酸鉀，通常稱為Co-amoxiclav。[31]

### 適應症範圍
阿莫西林具有中等適應症範圍，用於治療易感的革蘭氏陽性菌和革蘭氏陰性菌感染，通常是此種類別中的首選藥物，此藥物經口服攝入後，會比其他β-內醯胺抗生素更易為人體吸收。一般來說，下列細菌對阿莫西林易感 - 鏈球菌屬、枯草桿菌、腸球菌、嗜血桿菌屬、螺旋菌屬與莫拉菌屬。而檸檬酸桿菌屬、克雷伯氏菌屬、綠膿桿菌對其有抗藥性。一些大腸桿菌和大多數臨床分離的金黃色葡萄球菌菌株已對阿莫西林產生不同程度的抗藥性。

## 不良反應
阿莫西林產生的不良反應與其他β-內醯胺抗生素相似，包括噁心、嘔吐、皮疹及抗生素相關的結腸炎。也可能出現腹瀉。較罕見的不良反應有精神變化、頭暈、失眠、意識混亂、焦慮、對光和聲音敏感、思慮不清。一旦出現這些不良反應的跡象，需立即就醫。
對阿莫西林的過敏反應可能會非常突然且強烈，必須盡快尋求急診協助。此類反應通常始於精神狀態變化、伴隨劇烈搔癢的皮疹（通常從指尖和腹股溝周圍開始，並迅速蔓延）以及有發燒、噁心和嘔吐的感覺。任何其他看似可疑的症狀都必須認真看待。然而較輕微的過敏症狀，例如皮疹，可能在治療期間的任一時間出現，甚至可能會在治療停止後一週內出現。對於一些對阿莫西林過敏的人來說，出現過敏性休克可能會致命。
使用阿莫西林克拉維酸鉀超過一週會導致某些患者出現藥物誘導的免疫過敏型肝炎。年幼兒童攝入大量阿莫西林後，會出現嗜睡、嘔吐和腎功能障礙的現象。
臨床試驗中關於阿莫西林不良反應的報告很少。因此實際上阿莫西林不良反應的嚴重程度和頻率可能高於臨床試驗報告中的水平。

### 非過敏性皮疹
服用阿莫西林（或氨苄西林）的兒童中有3%至10%會出現晚期皮疹（用藥後 > 72小時，且之前從未使用過青黴素類藥物），此現象有時稱為"阿莫西林皮疹"。成人也可能出現皮疹，在極少數情況下可能是藥物疹狀熱潮（DRESS）的一種。
由此產生的皮疹被描述為斑丘疹或麻疹狀疹（形同麻疹，在醫學文獻中被稱為"阿莫西林引起的麻疹狀皮疹"。）它先從人體軀幹發生，而後散佈。這種皮疹不太可能是真的過敏反應，也非未來使用阿莫西林的禁忌症，毋須停止目前的治療。但沒有經驗的人很難分辨此為常見的阿莫西林皮疹或是危險的過敏反應，通常需由醫療保健專業人員來處理。
出現非過敏性阿莫西林皮疹也可能是個體罹患傳染性單核白血球增多症的指標。一些研究顯示接受阿莫西林或氨芐青黴素治療的急性人類疱疹病毒第四型感染者中，約有80–90%會出現此類皮疹。

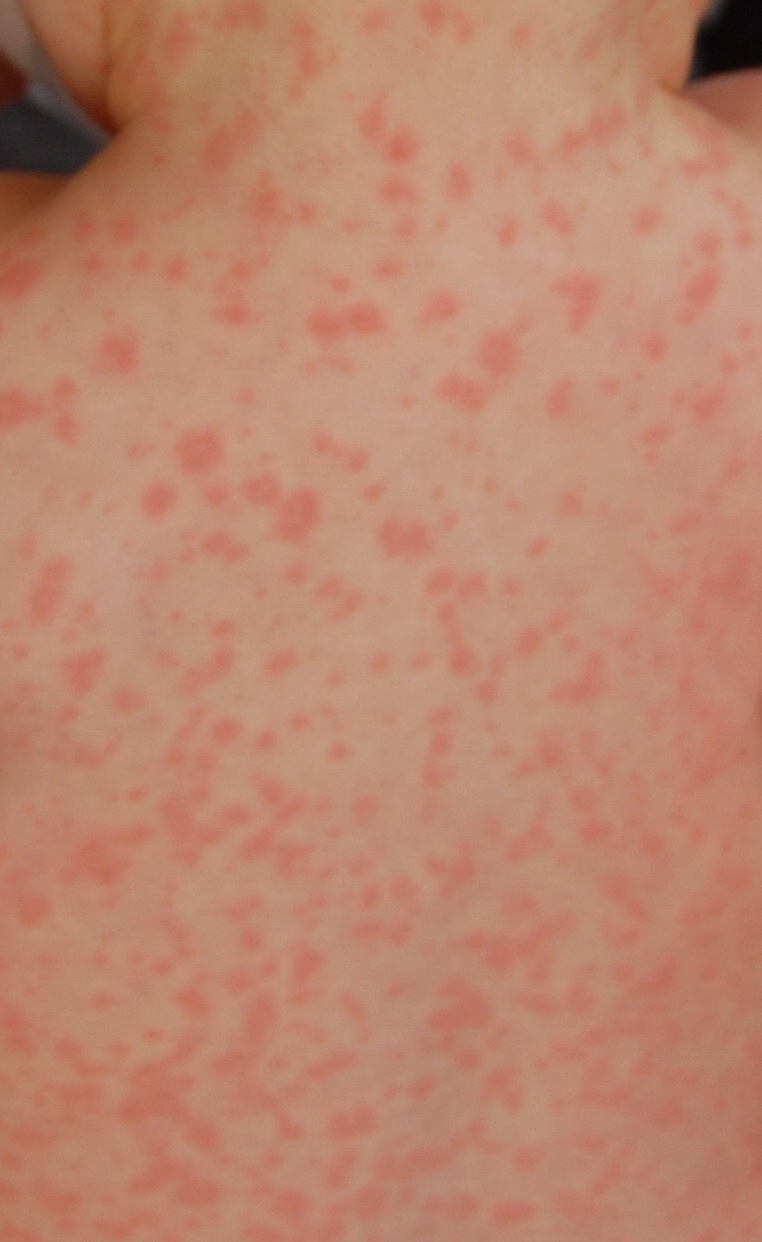
非過敏性阿莫西林皮疹，於首次服藥8天後出現，照片攝於皮疹發作24小時後。
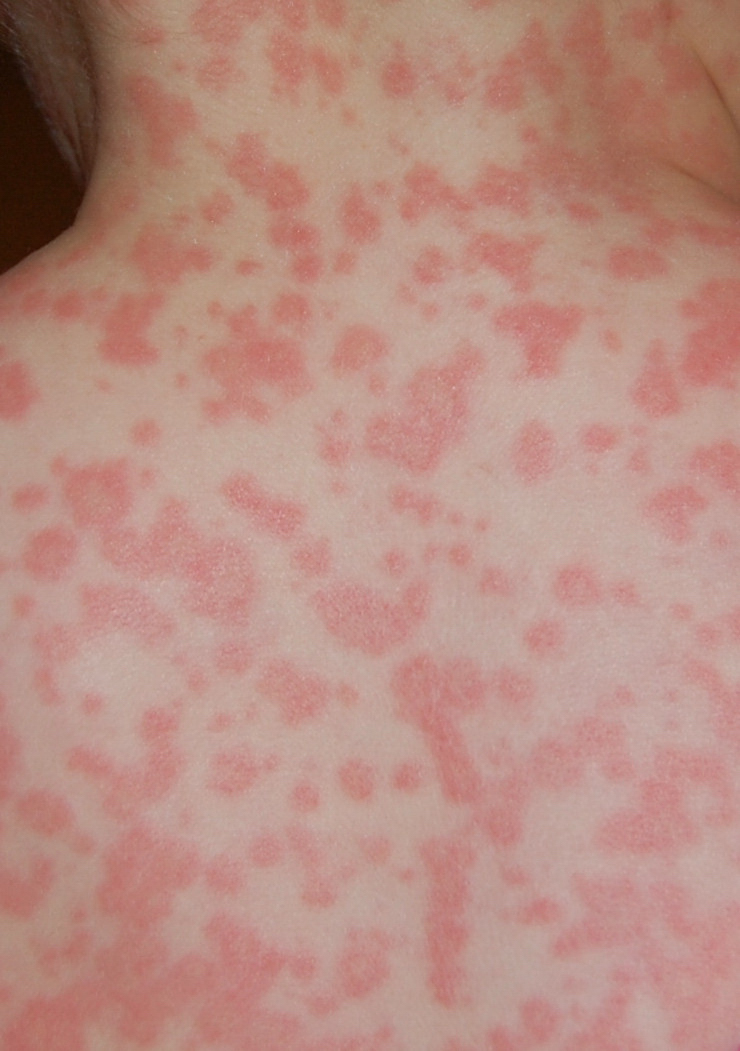
攝於上張相片的8小時後，獨立斑點已經擴大，並開始融合。
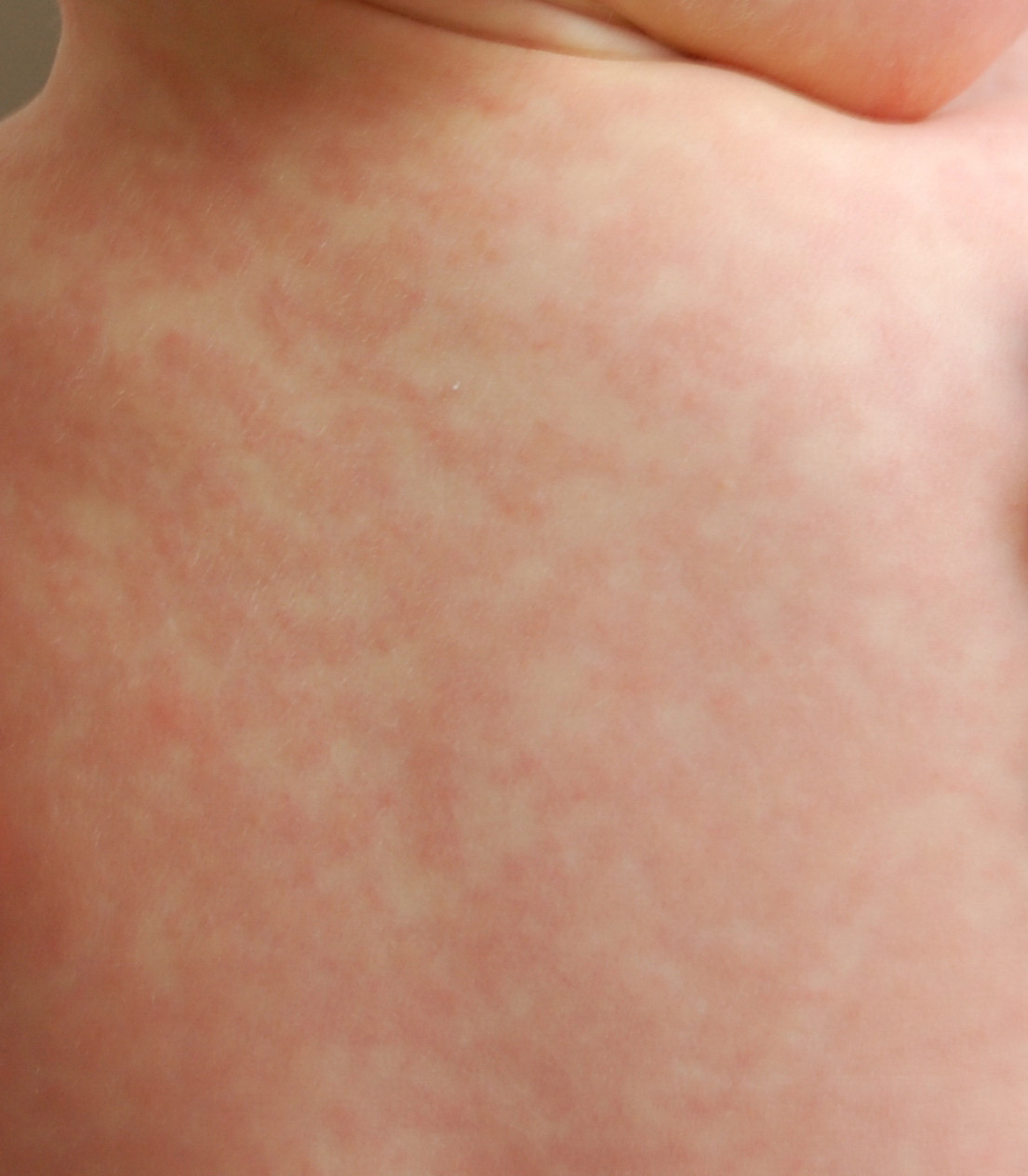
攝於第一張照片的23小時後，皮疹的顏色正在消退，大部分已蔓延，逐漸融合成一片。

## 與其他藥物交互作用
阿莫西林可能與下列藥物產生交互作用：
- 抗凝劑（達比加群、華法林）。[18][41][42][43]
- 胺甲蝶呤（化學治療和免疫抑制劑）。[42][43]
- 傷寒、霍亂和卡介苗疫苗。[42][43]
- 丙磺舒，會減少腎臟排泄並升高阿莫西林的血液濃度。[42][43]
- 口服避孕藥的效果可能會因此降低。[44]
- 別嘌醇（治療痛風藥物）。[42][43][45]
- 黴酚酸（免疫抑制劑）[43]

## 藥理學
阿莫西林（α-氨基-對羥基芐基青黴素（α-amino-p-hydroxybenzyl penicillin））是種半合成的青黴素衍生物，其結構與氨芐西林相似，但個體口服後的吸收率會較氨芐西林為好，也因此在血液和尿液中有較高的濃度。阿莫西林很容易擴散到組織和體液。它可穿過胎盤，並會少量進入母乳中。它由肝臟代謝並經由尿液排出。攝入後30分鐘開始作用，於新生兒體內的生物半衰期為3.7小時，於成人的則為1.4小時。
阿莫西林附著在易感細菌的細胞壁上而導致其死亡。它以抑制構成細菌細胞壁主要成分的線性肽聚醣聚合物鏈之間的交叉鏈接而發揮作用。

## 歷史
阿莫西林是英國藥業Beecham Group（後併入葛蘭素史克藥業）在1960年代開發的幾種6-氨基青黴烷酸 (6-APA) 半合成衍生物之一。由兩位英國科學家安東尼·阿爾弗雷德·沃爾特·朗（Anthony Alfred Walter Long）和約翰·赫伯特·查爾斯·內勒（John Herbert Charles Nayler）所發明。於1972年上市，是第二種進入市場的氨基青黴素（繼1961年的氨芐青黴素之後）。複方製劑Co-amoxiclav於1981年上市。

## 社會與文化

### 經濟學
阿莫西林與同類抗生素中的價格比較，相對便宜。於2022年有項對美國常用的8種抗生素通用名藥物的調查發現，其平均售價約為42.67美元，而阿莫西林的平均售價為12.14美元。

### 給藥方式
通常阿莫西林製劑是水合物形式，供口服用，有膠囊、常規片劑、可咀嚼錠劑、速崩片劑、糖漿與兒童用懸浮液，另有供靜脈注射用的鈉鹽形式。
市面有延時釋放形式的製劑販售。靜脈注射形式製劑並未在美國銷售（當需靜脈注射氨基青黴素時，通常使用氨芐西林）。如果患者對氨苄西林反應良好，療程通常可用口服阿莫西林完成。
對小鼠的研究顯示利用腹腔注射攜帶阿莫西林的微粒子，可成功完成給藥。

### 名稱
國際非專有藥名 (INN)、英國批准名稱 (BAN) 和美國採用名稱 (USAN)中的藥物名稱拼寫為"amoxicillin"，而澳洲批准名稱 (AAN)則拼寫為"amoxycillin"。
阿莫西林的專利已到期，因此阿莫西林和阿莫西林克拉維酸鉀製劑在世界各地以各種品牌名稱（通用名藥物）銷售。

## 獸醫用途
阿莫西林有時也被用作動物治療之用。將阿莫西林用於供人類食用的動物（例如雞、家牛和家豬）也業經獲得批准。

## 延伸閱讀
- Neal MJ.  4th. Oxford: Blackwell Science. 2002. ISBN 978-0-632-05244-8.

Template:Phenethylamines